# Trastorno de adaptación
Un trastorno de adaptación se define como una reacción psicológica desajustada y clínicamente significativa ante un evento o cambio estresante identificable. Los trastornos de adaptación aparecen en el DSM-5 dentro de los "Trastornos relacionados con traumas y factores de estrés". La respuesta consiste en un acusado malestar, excesivo al esperable, que interfiere de manera considerable con el funcionamiento social, profesional o académico.  

## Diagnóstico
A diferencia de otros diagnósticos psiquiátricos, la etiología junto a los síntomas en vez de solo los síntomas determinan el diagnóstico.
Clasificación del DSM-5
El DSM-5 identifica cinco criterios para el diagnóstico. Primero, los síntomas deben aparecer en un plazo de 3 meses siguiendo al inicio del estresor. Estos síntomas se expresan como un malestar mayor al normal en respuesta al estresante. La alteración relacionada con el estrés no cumple los criterios de otro trastorno ni constituye una exacerbación de un trastorno preexistente. Los síntomas tampoco son la consecuencia de la reacción de duelo tras la muerte de un ser querido.
Una vez ha cesado el estresante o sus consecuencias, los síntomas no persisten por más de 6 meses. La continuación de los síntomas obliga la necesidad de buscar otro diagnóstico.

## Estresantes
Pueden ser diversos, tales como enfermedad médica incapacitante y crónica, dificultades económicas y emocionales, divorcio, separación, problemas conyugales, dificultades en los negocios, vivir en un barrio con criminalidad elevada, catástrofes naturales, ir a la escuela, casarse, tener hijos, jubilarse, y un largo etcétera.

## Factores de riesgo
- Trastornos de personalidad, principalmente del tipo dependiente y borderline.
- Presencia de antecedentes de otros trastornos ansiosos
- Bajo nivel sociocultural y económico.
- Severidad y número de estresores
- Antecedentes de violencia infantil

## Subtipos
- Tipo depresivo: Predominan ánimo depresivo, llanto o desesperanza.
- Tipo ansioso: Predominan el nerviosismo, la preocupación o inquietud o, en el caso de los niños, el miedo a la separación de las figuras con mayor vinculación.
- Tipo mixto con ansiedad y estado de ánimo depresivo
- Con trastorno del comportamiento: Manifestación predominante de alteración del comportamiento, en la que hay violación de derechos ajenos o de las normas y reglas sociales, apropiadas a la edad.
- Con alteración mixta de las emociones y el comportamiento.
- No especificado: Reacciones desadaptativas a estresantes que no son clasificables en los otros subtipos.

## Síntomas y trastornos asociados
El malestar o el deterioro de la actividad asociado a los trastornos adaptativos se manifiesta frecuentemente a través de una disminución del rendimiento en el trabajo o en la escuela y con cambios temporales en las relaciones sociales. Los trastornos adaptativos están asociados a intentos de suicidio, consumo excesivo de sustancias y quejas somáticas. Determinados grupos de individuos se asocian con este trastorno (niños, adolescentes, pacientes con patología médica y quirúrgica).

## Tratamiento
El tratamiento se basa principalmente en la psicoterapia, acompañada a veces de fármacos en el tratamiento sintomático de las complicaciones.